# بيتر لارشون (لاعب كرة قدم ، مواليد 1961)
بيتر لارشون (بالسويدية: Peter Larsson)‏ (مواليد 8 مارس 1961) هو لاعب كرة قدم. يلعب مع منتخب السويد لكرة القدم. سبق له أن لعب في كأس العالم لكرة القدم مع منتخب بلاده.

## روابط خارجية
- بيتر لارشون على موقع الاتحاد الأوربي (الإنجليزية)
- بيتر لارشون على موقع قاعدة بيانات كرة القدم.إي يو (الإنجليزية)
- بيتر لارشون على موقع ناشيونال فوتبول تيمز (الإنجليزية)
- بيتر لارشون على موقع Soccerway.com (الإنجليزية)